# Gagers (Alling)
Gagers ist ein Gemeindeteil von Alling im oberbayerischen Landkreis Fürstenfeldbruck.

## Geographie
Der Weiler Gagers liegt circa zwei Kilometer nordwestlich von Alling.

## Baudenkmäler
Siehe: Liste der Baudenkmäler in Gagers